# Ахілліон (Керкіра)
Палац Ахілліон (грец. Αχίλλειο) — палац, побудований на Корфу для імператриці (нім. Kaiserin) Єлизавети Австрійської, також відомої як Сісі, за пропозицією австрійського консула Александра фон Варшаберга. Єлизавета була глибоко засмучена трагічною втратою свого єдиного сина, кронпринца Рудольфа Австрійського після інциденту в Майерлінгу в 1889 році, і через рік вона наказала побудувати цей літній палац як притулок.
Ахілліон розташований у Гастурі, селі приблизно за десять кілометрів на південь від міста Керкіра, звідки відкривається панорамний вид на місто на півночі та на південну частину острова, обрамлену Іонічним морем на сході.
Архітектурний стиль був розроблений таким чином, щоб нагадати про стародавній палац міфічної Схерії. Мотив зосереджується на герої грецької міфології Ахіллесі, від якого походить назва. Корфу був улюбленим місцем відпочинку Єлизавети, і вона хотіла мати палац, який би задовольняв її захоплення Грецією, її мовою та культурою.
Наразі об'єкт функціонує як музей під управлінням Грецької компанії з розвитку туризму, що входить до складу Грецької національної туристичної організації.

### Передісторія
Ще 1861 р. Єлизавета Австрійська була гостею англійського Верховного комісара Генрі Стокса. Природа та історія острова Корфу залишили у її душі дуже глибоке позитивне враження й це підштовхнуло її до їх детального вивчення. Жити на цьому острові стало згодом її мрією, про яку вона згадала, коли її спіткав цілий ряд неприємностей.

### Будівництво
1889 р. Єлизавета придбала віллу відомого літератора й політика Петроса Врайласа-Арменіса. Відразу почалося будівництво палацу. Будували його відомі італійські архітектори Рафаель Каріто й Антоніо Ланді. Коштувало це Єлизаветі Австрійській (а велося будівництво повністю за її кошти) 18 мільйонів франків. Проєкт палацу був вироблений австрійським консулом Олександром фон Варсбергом, а супроводження робіт здійснював офіцер воєнно-моського флоту і інженер Август фон Букович. Внутрішнє планування та декор здійснені італійськими майстрами Пальйоті, Пастільйоне, Скамі. Палац було присвячено улюбленому Сісі давньогрецькому герою Ахіллу. Територію навколо палацу було прикрашено статуями давньогрецьких філософів та риторів.

### Історія палацу
У 1898 р. під час візиту до Швейцарії Єлизавета Австрійська стала жертвою терориста — італійця Луігі Лукені. Після її смерті в 1907 рр. (точна дата невідома) палацовий комплекс придбав німецький імператор та король Прусії Вільгельм II. На його території він збудував т.зв. «Палац лицарів». Також на території палацового комплексу були завезені екзотичні рослини.
Відпочиваючи на території палацу Вільгельм II любив відвідувати певне місце у селі Пелекас, яке з того часу має назву "Трон Кайзера".
Докладніше: Трон Кайзера
Під час I світової війни французькі та сербські війська використовували як військовий госпіталь. Після Першої світової війни вона перейшла у власність грецької держави згідно Версальського договору та воєнних репарацій, що послідували у 1919 р.
Приблизно з 1921 по 1924 рік у палаці розміщувався дитячий будинок, де розміщувалися вірменські сироти з Константинополя.  Між двома світовими війнами  низка цінностей палацу була виставлена на аукціон.
Між двома світовими війнами також в палаці розташовувались штаб-квартири державних служб). 1962 р. палацовий комплекс та прилеглу територію було передано на 20 років у оренду приватній компанії «АТ Казино Греції». Вона, зокрема, шукала втрачені чи продані предмети з палацу. 1962 р.на одному з поверхів було відкрито казино, потім його переобладнали на готель. З 1990 р. Ахілліон діє як музей.

## Зовнішній та внутрішній вигляд палацу
Єлизавета самостійно займалася декором палацового комплексу. На усій його території є статуї, що зображають грецьких богів та героїв. Найцікавіші в Ахілліоні дві статуї — Ахілл, що помирає та Ахілл, що торжествує.

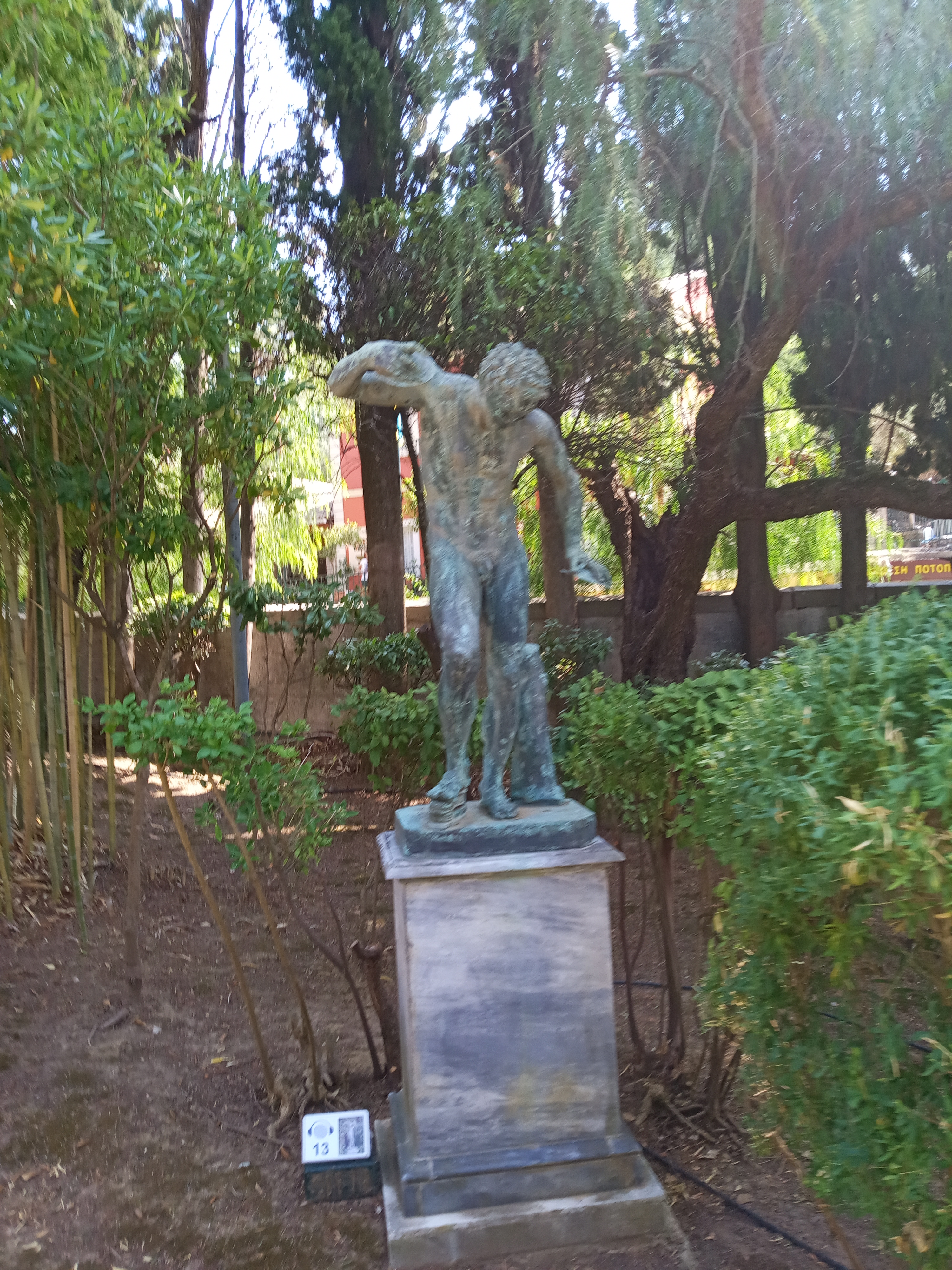
Музика з цимбалами

На вході палацового комплексу — на залізних воротах напис грецькою мовою «Ахілліон». Далі — на плиточній алеї навколо будівлі викладено камені з різними датами історії Ахілліону, зокрема, датою будівництва. Серед садів Ахілліону є дві статуї. Справа — статуя «Музика з цимбалами», що є копією античної роботи. Це — юнак з цимбалами в руках та якимось ударним інструментом на правій нозі. 
Друга скульптура називається «Майбутній мореплавець». Це — хлопчик, що сидить на кормі розбитого корабля й вивчає атлас. Перед виходом на доріжку навколо фасаду палацу — скульптура Гермес, копія роботи античного скульптора Лісіппа.
Палац триповерховий. На балконі другого поверху є два кентаври. На балконі третього поверху — 4 бронзові статуї муз зі світильниками в руках. З лівого боку веранди 3-го поверху — бронзова скульптура Гермеса.

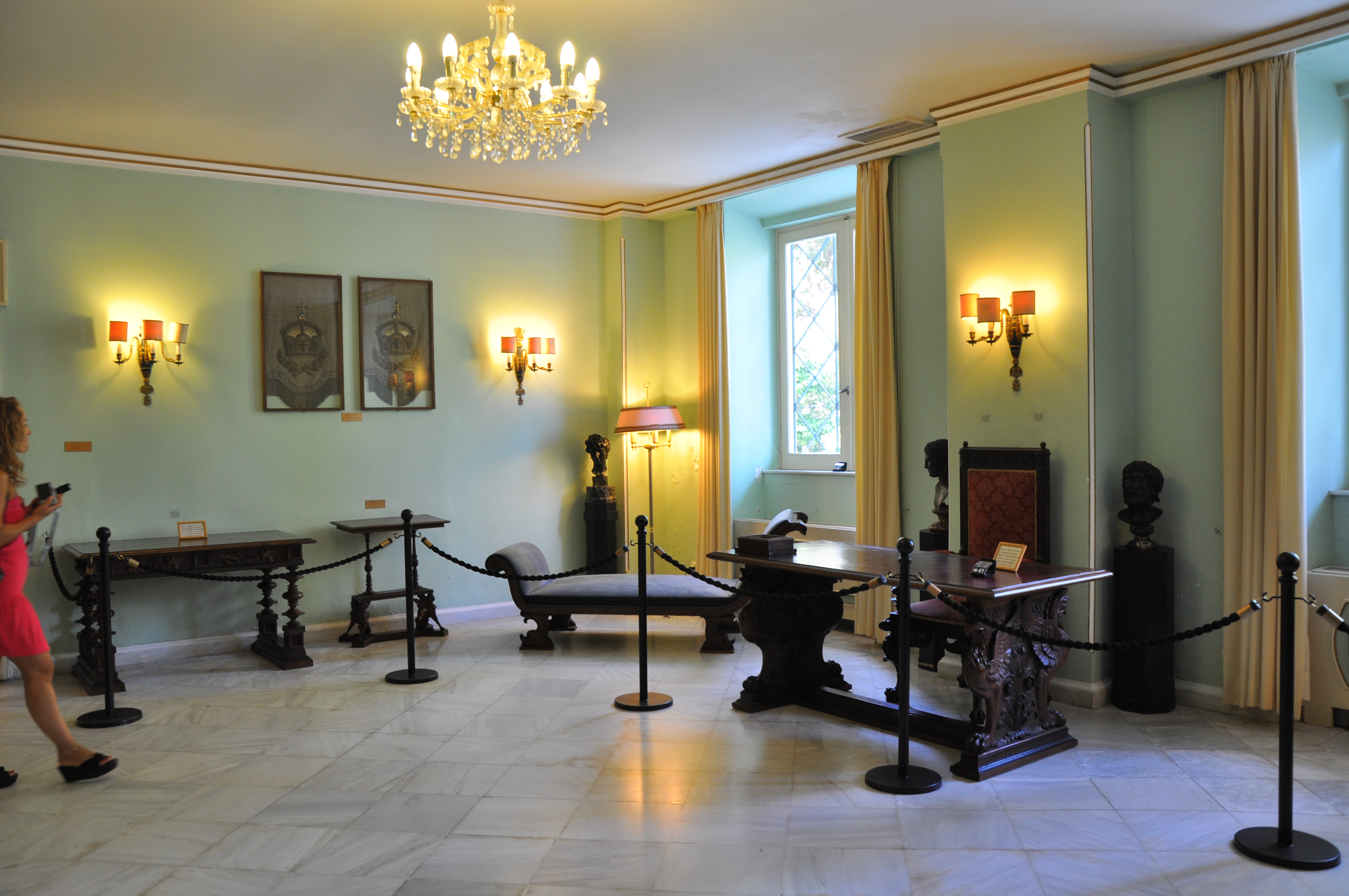

Стелі палацу було розписано італійським художником Галоппі. Це — символічне зображення Чотирьох пір року й богинь часу та пір року — Орес, трьох дочок Зевса й Феміди.

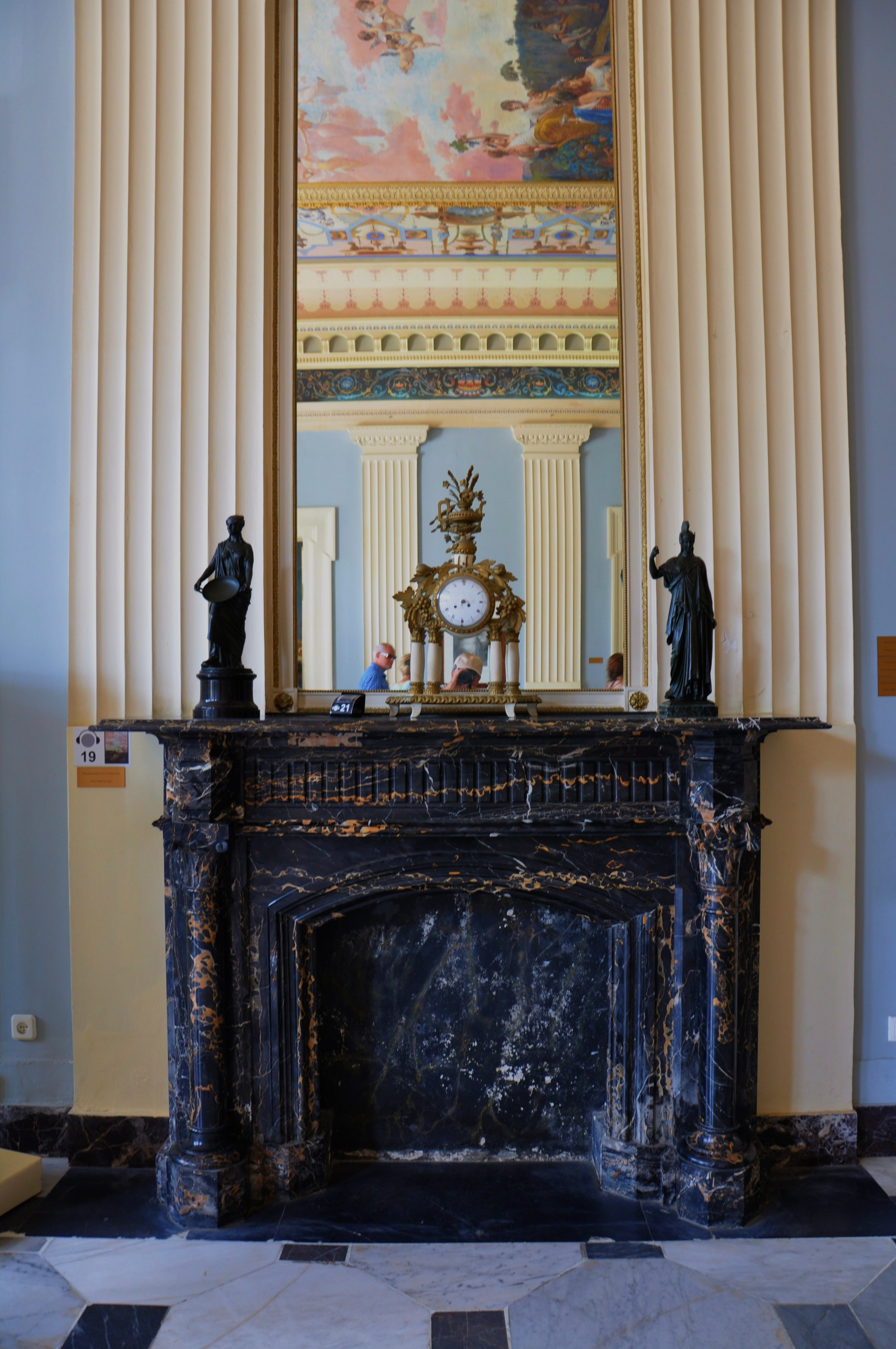
Камін

Камін з чорного італійського мармуру прикрашено невеликими статуями богині мудрості Афіни та дочки Зевса й Гери - богині молодості та життєрадісності Іви. Також тут є позолочений годинник. Звертає на себе увагу також невелика католицька капличка, що розписана дуже гарним настінним розписом з іконою Пресвятої Богородиці.
Ще один зал на першому поверсі відведений для періоду приїду в палац кайзера Німеччини, що відпочивав на Корфу аж до початку Першої світової війни 1914 р. Тут досить простий декор: письмовий стіл, стілець у формі сідла та порцелянова пічка, ряд портретів та фото.

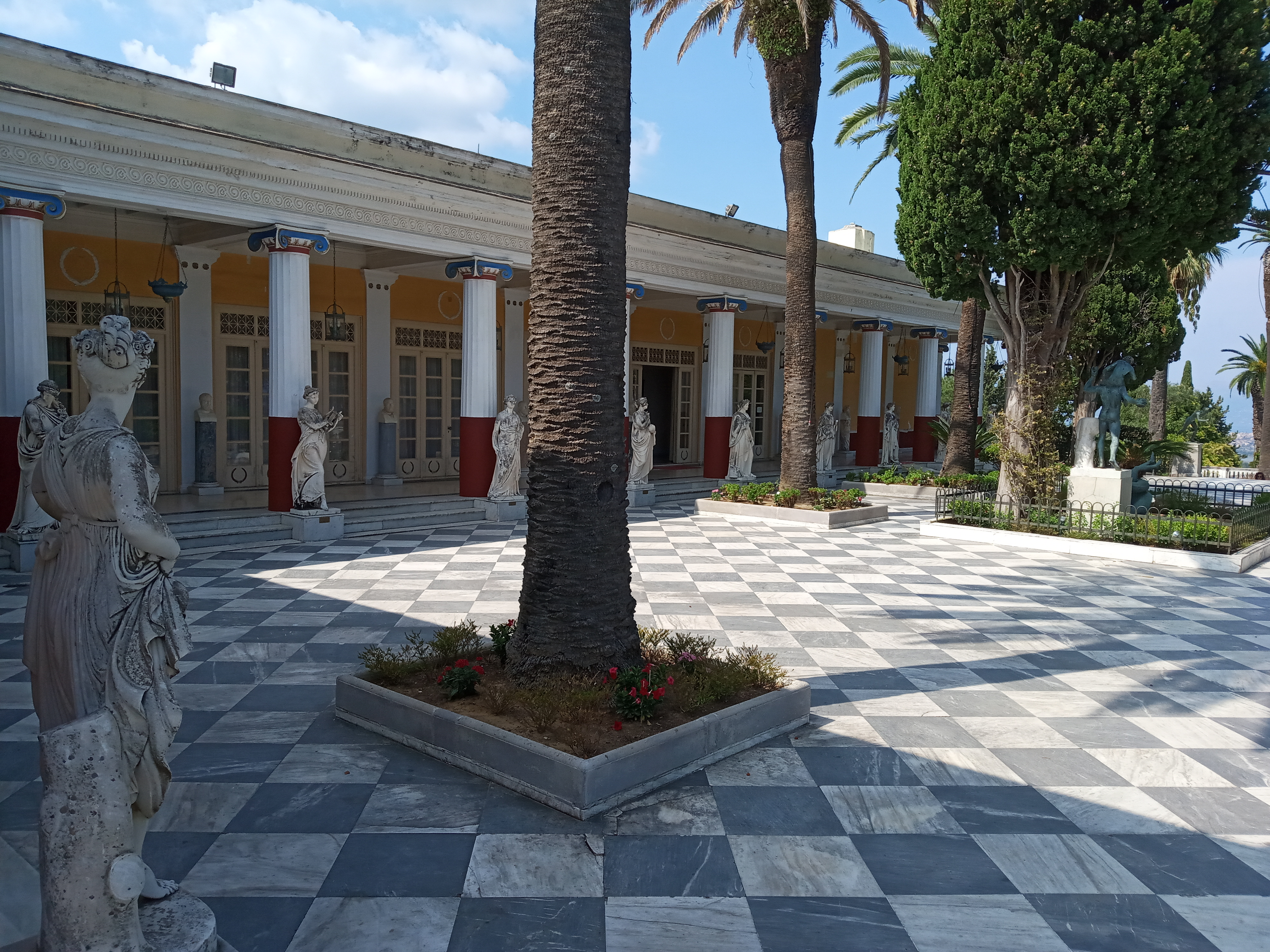
Перистиль Муз

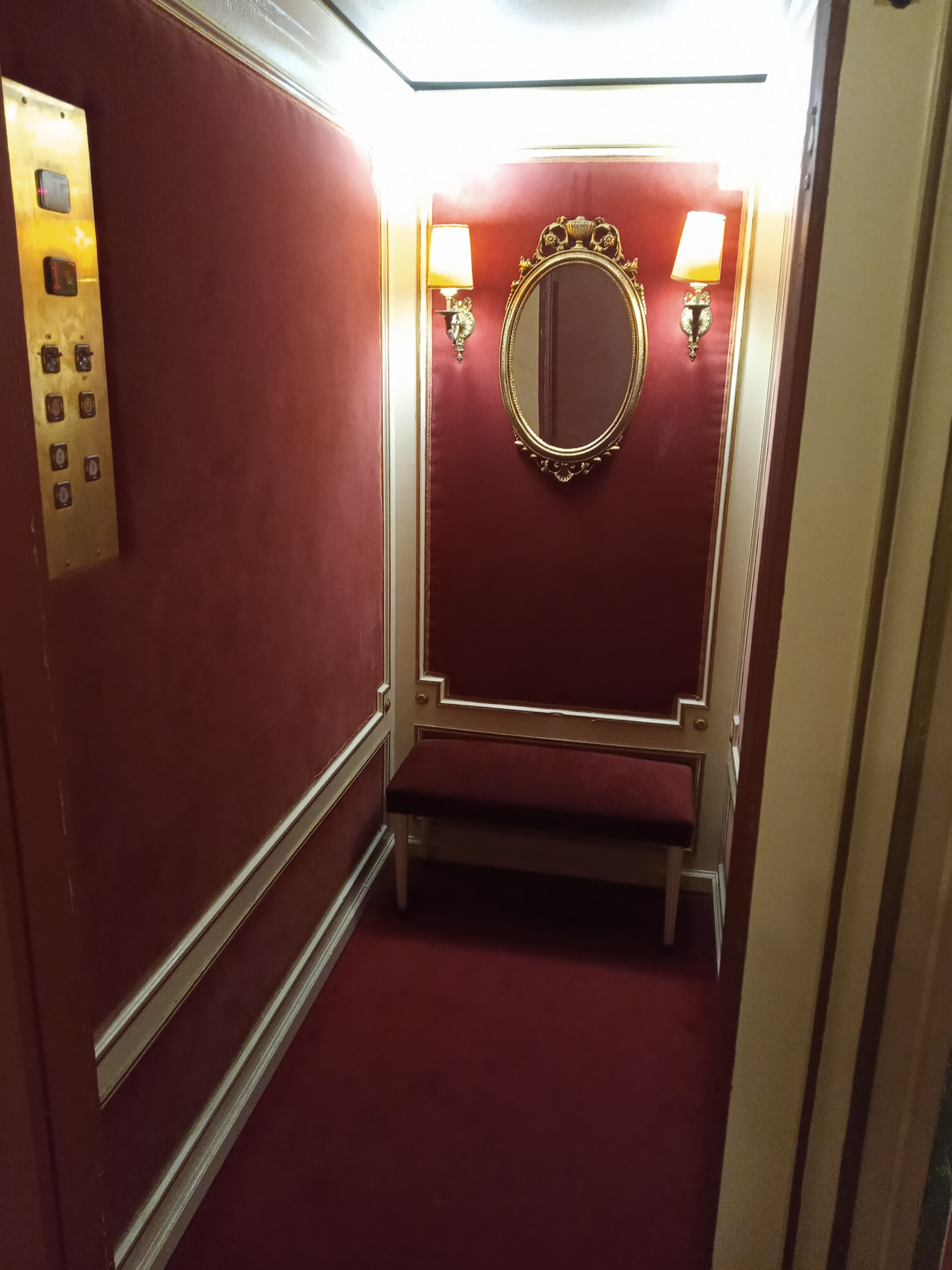
Діючий ліфт

В глибині залу для прийомів - великі сходи з мармуру із бронзовими статуями Зевса й Гери на постаментах, що ведуть на другий поверх.
В палаці є діючий ліфт.
У дворі вздовж маленьких східців, що ведуть до Перистилю Муз (ззаду палацу, на рівні першого поверху) також є статуї давньогрецьких богів та героїв. Колонада його складається з колон в іонічному стилі, нижня частина яких яскраво розмальована. На краю перистилю завжди багато відвідувачів, що намагаються роздивитися через скло полотно відомого австрійського художника Франца Матча "Тріумф Ахілла". Вона зображає Ахілла, що переносить у свою колісницю тіло переможеного ним Гектора. Це - величезне полотно, написане олією, розміром 4 на 10 метрів, що займає усю стіну і вважається найціннішою роботою у колекції палацу. 

## Статуї Ахілла

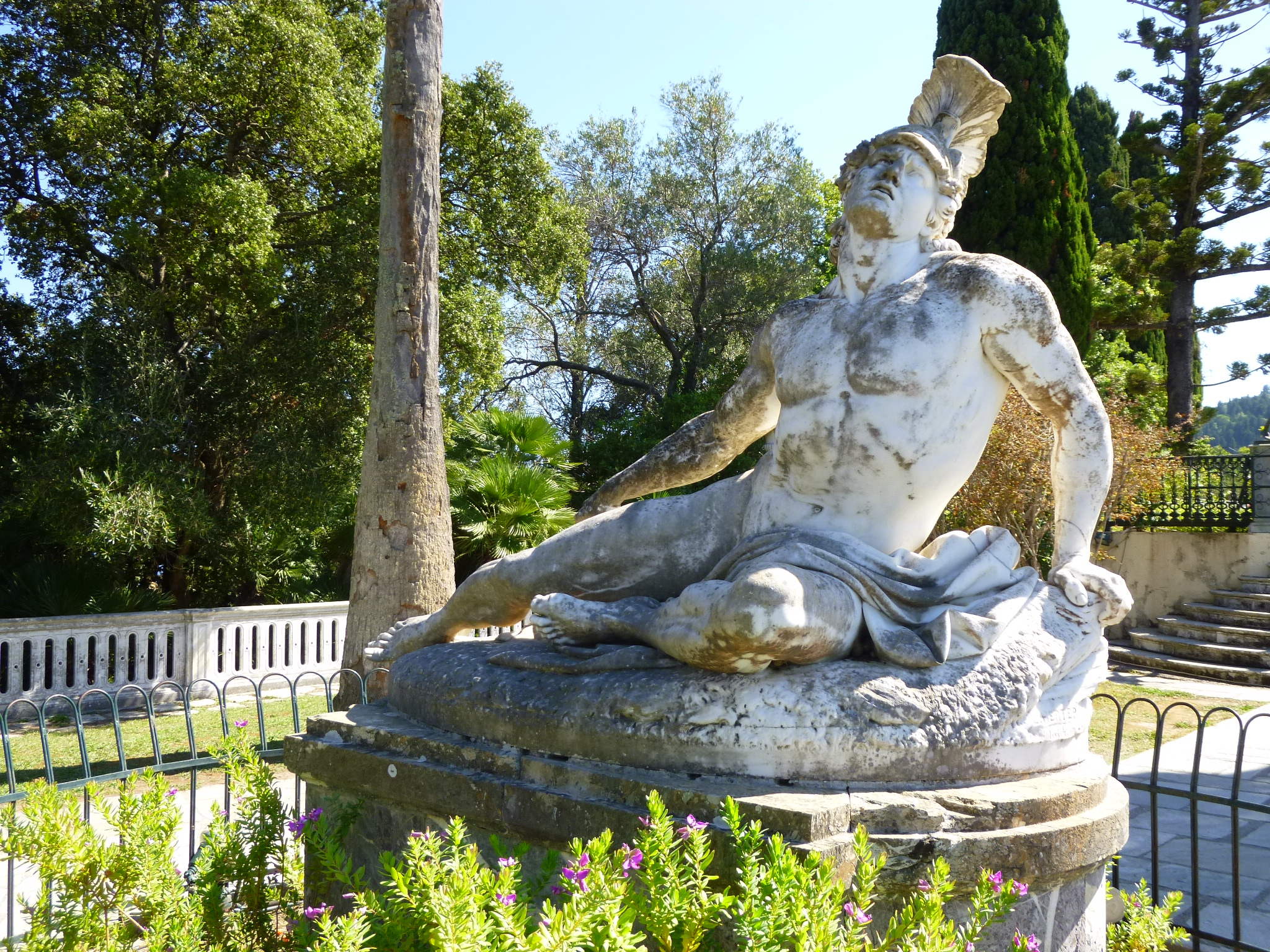
Ахілл, що помирає

Коли спускаєшся сходами Перистилю Муз, то бачиш дві відомі статуї Ахілла - роботу Ернста Гюстава Хертера (1884 р.) "Ахілл, що помирає" (це була улюблена статуя Єлизавети)та статую з латуні "Ахілл-Переможець", що виконана Гетчем на замовлення Вільгельма II. На постаменті імператор вмістив напис "Славному елліну від славного німця".
Елізабет писала: "Я хочу палац із стовпчастими колонадами та висячими садами, захищений від чужих поглядів - палац, гідний Ахілла, який зневажав усіх смертних і не боявся навіть богів".
Сісі використовував Ахілліон як приватний палац, як притулок від світу та свого минулого. Вона приймала лише своїх дочок ерцгерцогиню Марі Валерію та ерцгерцогиню Гізель зі своїми чоловіками. Чоловік Елісавети, імператор Франц Йосиф, не любив морських подорожей і ніколи не бачив палацу. 
Елізабет часто відвідувала Ахіллеон до весни 1896 р. Вона втратила інтерес до свого палацу, хоча навіть роздумала продати його. Значна частина інтер’єру була перенесена назад до Відня.

## Майданчик для дипломатії
Не довгий період палац мав статус центру європейської дипломатії, яким він володів у кайзерські роки, Також використовувався для засідань Європейського саміту у 1994 році, а в 2003 році він приймав нараду європейських міністрів сільського господарства.

## Час роботи
У будні дні з 8-00 до 19-00. У вихідні - 8-00 до 14-30.